# Armand (film)
Armand är en norsk dramafilm från 2024. Filmen är regisserad av Halfdan Ullmann Tøndel som även skrivit filmens manus.
Filmen premiärvisades vid Filmfestivalen i Cannes i maj 2024 och hade biopremiär i Sverige den 25 oktober samma år.

## Handling
Under en eftermiddag på en tom grundskola möts föräldrarna till Armand och Jon då en av sönerna anklagas för att överskrida den andres gränser. Snart handlar det allt mindre om de två barnen och allt mer om de vuxna.

## Rollista (i urval)
- Renate Reinsve – Elizabeth
- Ellen Dorrit Petersen – Sarah
- Endre Hellestveit – Anders
- Thea Lambrechts Vaulen – Sunna